# 九龍巴士891線
九龍巴士891線是香港的一條巴士路線，由沙田馬場單向開往九龍城碼頭，以居住在九龍中部的馬迷為主要服務對象。

## 歷史
- 1978年10月7日：投入服務。當時除接受現金繳付車費外，馬迷亦可在乘車前一日在北角、炮台山及九龍城的3間馬會投注站預購此路線的車票。
- 1997年9月13日：改為沙田馬場單向開往九龍城碼頭。
- 2000年9月3日：提升為全線空調服務，為最後全冷的3條沙田馬場路線之一（另外2條為848及887），收費維持不變。
- 2020年2月7日：因2019冠状病毒病疫情暫停服務，2021年9月5日恢復。[1]

## 收費
全程：$21.6
| - 本線設有12歲以下小童及65歲或以上長者半價優惠。 - 本線不設長者及殘疾人士每程$2.0的票價優惠；12至64歲殘疾人士如使用「殘疾人士身份」個人八達通，以及60至64歲香港居民使用「樂悠咭」繳付車資，會以全費計算。 - 乘客可以現金或八達通於上車時付款，不設找續。 - 每位成人乘客可免費攜帶最多兩名4歲以下而不佔座位的兒童乘客乘車，超額之4歲以下小童必須繳付小童車費乘車。 - 持有「九巴月票」之乘客在車票有效期內，每日可享最多10程任何九龍巴士及龍運巴士路線（包括本路線，以及聯營路線的九龍巴士／龍運巴士提供的班次；惟乘搭機場「A」及「NA」線則可享原價二七折優惠（不會計算每天10次合資格車程））；而B1線則每日可享最多各2程（不會計算每天10次合資格車程）。 - 九龍巴士、城巴、龍運巴士及陽光巴士全職員工及家屬（不包括外判職員）可免費乘搭本路線，惟必須拍職員或職員家屬八達通。 - 乘客亦可透過多元化電子支付系統（e度嘟）繳付車資，包括使用非接觸式VISA卡、JCB卡、萬事達卡、銀聯卡、美國運通、大來國際、Discover Card、Apple Pay、Google Pay、Samsung Pay、AlipayHK「易乘碼」、支付寶、WeChatHK／微信支付「搭車碼」、銀聯雲閃付「乘車碼」及BOC Pay「乘車碼」。乘客使用此付款方式，使用此支付方式的乘客可享有中途下車之分段收費，以及與其他九巴／龍運獨營路線或聯營線九巴／龍運班次之轉乘優惠，惟不適用於與非九巴／龍運路線之轉乘優惠，亦不能享有「公共交通費用補貼計劃」。 |

## 服務時間
尾場開跑20分鐘內開出。

## 行車路線
經：沙田馬場通道、大埔公路－沙田段、沙田路、獅子山隧道公路、獅子山隧道、龍翔道、鳳舞街、天橋、杏林街、聯合道、太子道西、馬頭涌道、木廠街、土瓜灣道及新碼頭街。

### 沿線車站

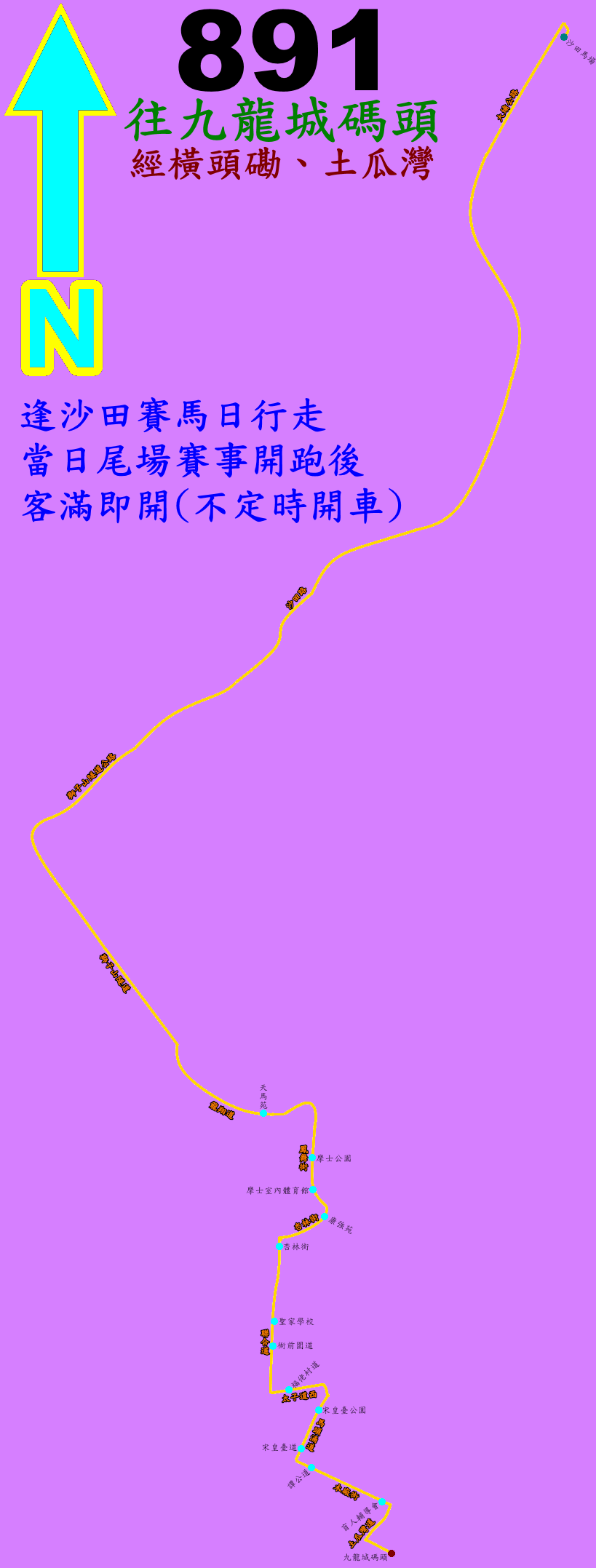
891線的走線圖

| 1                                                    | 沙田馬場巴士總站               | 沙田馬場巴士總站   |
| 大埔公路－沙田段；沙田路、獅子山隧道公路、獅子山隧道 |                                |                    |
| 2                                                    | 天馬苑                         | 龍翔道             |
| 鳳舞街天橋                                           |                                |                    |
| 3                                                    | 摩士公園                       | 鳳舞街             |
| 4                                                    | 摩士公園體育館                 | 鳳舞街             |
| 5                                                    | 康強苑                         | 杏林街             |
| 6                                                    | 杏林街                         | 聯合道             |
| 7                                                    | 嘉諾撒聖家學校                 | 聯合道             |
| 8                                                    | 衙前圍道                       | 聯合道             |
| 9                                                    | 福佬村道                       | 太子道西           |
| 10                                                   | 九龍城轉車站－宋皇臺公園（C2） | 馬頭涌道           |
| 11                                                   | 宋皇臺道                       | 馬頭涌道           |
| 12                                                   | 譚公道                         | 木廠街             |
| 13                                                   | 香港盲人輔導會                 | 木廠街             |
| 14                                                   | 九龍城碼頭巴士總站             | 九龍城碼頭巴士總站 |